# Яків (Джон) Венгер
Джон Венгер (англ. John Wenger, ім'я при народженні — рос. Яков Венгер, 1887–1976), знаменитий сценограф, живописець і графік.

## Біографія
Народився Яків 16 червня 1887 року у Єлисаветграді. Почав малювати з трьох років. Навчався хлопець у Єлисаветградській гімназії. Викладачі звернули увагу на хист до малювання і порадили батькам 13-річного гімназиста звернутися в Імператорську Академію мистецтв з клопотанням дозволити навчатися в Одеському художньому училищі. З 1900 по 1903 рік Яків перебував у цьому закладі.
До Америки, де жив дядько — власник крамниці у штаті Нью-Джерсі, — Яків Венгер виїхав у 1903 році. Заробляв на життя моделюванням жіночого одягу та ювелірних виробів. Потім вступив до Нью-Йоркської академії дизайну. Глибоке, новаторське розуміння співвідношення кольору і світла сприяло тому, що Венгер став знаменитим передусім як театральний художник, зробивши революцію в художньому оформленні спектаклів. У 1916 році була влаштована його перша персональна виставка в Нью-Йорку, яка отримала чудові відгуки. Її відвідав відомий актор Френк Конрой (1890–1964), який запропонував Венгеру оформити на відкриття Гринвіч-Віллидж театру спектакль за п'єсою тоді ще маловідомого драматурга Юджина О'Ніла (1888–1953). Після тріумфальної прем'єри автор (у майбутньому лауреат Нобелівської премії) О'Ніл сказав Венгеру: «Молодий чоловіче, відтепер весь світ буде знати вас!»
Його називали «майстром-колористом», «творцем графічної симфонії». Він був художнім керівником провідних бродвейських театрів. Багато працював у Метрополітен-опера, Бостонській опері та інших театрах. У 1919 році йому було замовлено виготовити ескізи декорацій до американської прем'єри балету «Петрушка» І.Стравінського та до багатьох інших постановок, які увійшли в історію американського театрального мистецтва.
А ще Венгер отримав світове визнання як живописець та графік (писав тематичні композиції, портрети, пейзажі, натюрморти, мініатюри та акварелі). Впродовж життя художника було влаштовано 25(!) персональних виставок у США, Канаді та багатьох країнах Європи. Венгер потрапив у компанію з шести найвидатніших американських художників, на честь яких була випущена серія марок з їхніми картинами.